# Get Close
«Get Close» — четвертий студійний альбом рок-гурту «The Pretenders», випущений у 1986 році. Альбом містить у собі звучання і елементи фанк-року та нової хвилі, а також мрійливе звучання дрім-попу та стривоженості, що зазначено у текстах пісень альбому, що відрізняється від інших, ранніх альбомів гурту.

## Список композицій
1. My Baby — 4:07
2. When I Change My Life — 3:38
3. Light of the Moon — 3:57
4. Dance — 6:46
5. Tradition of Love — 5:27
6. Don't Get Me Wrong — 3:46
7. I Remember You — 2:38
8. How Much Did You Get for Your Soul — 3:48
9. Chill Factory — 3:27
10. Hymn to Her — 4:58
11. Room Full of Mirrors — 4:58

## Учасники запису
- Кріссі Хайнд — вокал, ритм-гітара
- Роббі Макінтош — гітара
- Т. М. Стівенс — бас-гітара
- Блер Каннінгем — ударні